# U-210
U-210 — средняя немецкая подводная лодка типа VIIC времён Второй мировой войны.

## История
Заказ на постройку субмарины был отдан 16 октября 1939 года. Лодка была заложена 15 марта 1941 года на верфи «Германиаверфт» в Киле под строительным номером 639, спущена на воду 23 декабря 1941 года. Лодка вошла в строй 21 февраля 1942 года под командованием капитан-лейтенанта Рудольфа Лемке.

### Флотилии
- 21 февраля — 31 июля 1942 года — 5-я флотилия (учебная)
- 1 августа — 6 августа 1942 года — 9-я флотилия

### История службы
Лодка совершила один боевой поход. Успехов не достигла. Потоплена 6 августа 1942 года в Северной атлантике к югу от мыса Фарвель, Гренландия, в районе с координатами 54°24′ с. ш. 34°37′ з. д. тараном, глубинными бомбами и артиллерийским огнём с канадского эсминца HMCS Assiniboine. 6 человек погибли, 37 членов экипажа спаслись.

### Волчьи стаи
U-210 входила в состав следующих «волчьих стай»:
- Steinbrock 1 августа — 6 августа 1942